# وعي بكوكب الأرض

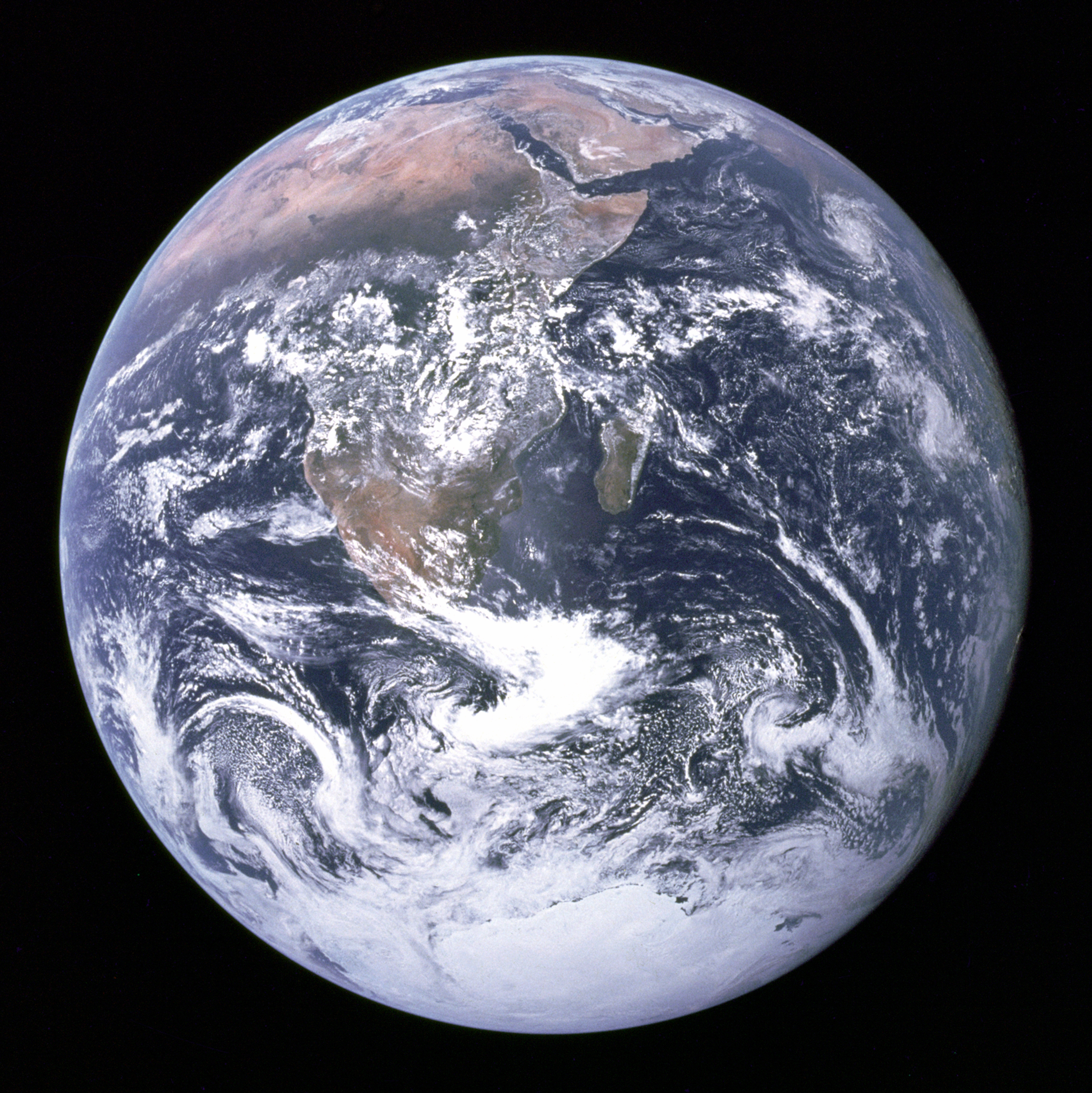

يعبر مصطلح الوعي بكوكب الأرض عن الفكرة القائلة بأن البشر أعضاء في مجتمع كوكب الأرض مثلما هم أعضاء في الأمم، أو الأقاليم، أو المقاطعات، أو المدن، أو القرى التي ينتمون إليها.
accuweather.com/en/eg/cairo/127164/weather-forecast/127164

## التاريخ
في كتابه الصادر عام 1906 الشخصية الأمريكية (American Character)، يطرح الكاتب براندر ماثيوز فكرة «عصبة الأمم» و«الوعي بكوكب الأرض»، إيمانًا منه بأن هذه الفكرة ستتحقق على أيدي الساسة الأمريكيين في القرون التالية. ومن الأحداث الرئيسية المتعلقة بالوعي بكوكب الأرض إنشاء عصبة الأمم، وتوقيع ميثاق كيلوغ برييان، وإنشاء الأمم المتحدة، وإنشاء نظام بريتون وودز. ويشير مناصر العولمة الديمقراطية أبهاي كومار إلى انتخابات مجلس إدارة شركة الإنترنت للأسماء والأرقام المخصصة (آيكان) في عام 2000، التي تم إجراؤها على المستوى العالمي، كأول نموذج للديمقراطية العالمية. وفي سبتمبر عام 2001، كتب كلٌ من إرفين لاسزلو والدالاي لاما مقالاً بعنوان «Manifesto on Planetary Consciousness (إعلان الوعي بكوكب الأرض)»، وهو الإعلان الذي تم اقتباسه في أحد اللقاءات في الأكاديمية المجرية للعلوم في بودابست. ويرد في مقدمته:
| وعي بكوكب الأرض | {{{1}}} | وعي بكوكب الأرض |

يقول كذلك آندرياس بوميل، الرئيس التنفيذي للجنة المختصة بديمقراطية الأمم المتحدة، «إن الخطوة الأولى نحو برلمان عالمي هي إنشاء جمعية برلمانية في الأمم المتحدة».

## المفهوم
يقوم تأييد فكرة الوعي بكوكب الأرض على صور التقدم التكنولوجي الذي أحرزته البشرية في مجالي النقل والاتصالات في القرن العشرين والعِقد الأول من القرن الحادي والعشرين. ويدعي كومار أن هذه الصور من التقدم التكنولوجي قد حوّلت الكوكب بأسره إلى مجتمع تواصلي وسياسي واقتصادي يقوم على الاعتماد المتبادل بين أطرافه. وذكر على وجه التحديد ابتكار الإنترنت والهواتف المحمولة كاثنتين من صور التقدم التكنولوجي الرئيسية في القرن العشرين التي جعلت البشر يعيشون في تواصل متداخل مستمر طيلة الوقت. وهو يؤمن بأن هذه الابتكارات ستؤدي إلى نهضة ثانية وديمقراطية عالمية، مثلما أدت آلة طباعة جوتنبرغ في عام 1439 إلى النهضة الأولى، وعصر التنوير، والدول الأمم. ويصف بوميل الوعي بكوكب الأرض بأنه متكامل بقدر عدم تعارضه مع المستويات الأخرى من الهوية الاجتماعية، لكنه منظور شامل للبشرية والكوكب بأسره. وقد كتب ستيفن كال قائلاً إنه بينما تعزف الدول القومية عن العمل بشكل تعاوني، يبدو الأفراد على استعداد لفعل ذلك.

## وصلات خارجية
- “Towards a Global Democratic Revolution: A Global Parliament and the Transformation of the World Order”
- “Planetary Consciousness Gathering Momentum”
- “Designing a Multiperson Planetary Consciousness”
- “A transversal dialogue on integral education and planetary consciousness: Markus Molz speaks with Jennifer Gidley”, Integral Review